# Allison Beveridge
Allison Beveridge, née le 1er juin 1993 est une coureuse cycliste canadienne à Calgary, spécialiste de la piste. Elle est vice-championne du monde de poursuite par équipes en 2014 et 2016.

## Palmarès sur piste

### Jeux olympiques
- Rio 2016
  -  Médaillée de bronze de la poursuite par équipes
  - 11e de l'omnium
- Tokyo 2020
  - 4e de la poursuite par équipes
  - 9e de l'omnium

### Championnats du monde
- Cali 2014
  -  Médaillée d'argent de la poursuite par équipes
- Saint-Quentin-en-Yvelines 2015
  -  Médaillée de bronze de la poursuite par équipes
  -  Médaillée de bronze du scratch
- Londres 2016
  -  Médaillée d'argent de la poursuite par équipes
  - 4e de l'omnium
- Apeldoorn 2018
  - 4e de la poursuite par équipes[1]
- Pruszków 2019
  - 4e de la poursuite par équipe[2]
  - 8e de l'omnium[3].
  - Abandon lors de l'américaine
- Berlin 2020
  - 4e de la poursuite par équipes[4].
  - Abandon lors l'omnium[5].

### Coupe du monde
- 2013-2014
  - 1re de la poursuite par équipes à Guadalajara
- 2014-2015
  - 2e de la poursuite par équipes à Guadalajara
  - 3e de la poursuite par équipes à Londres
- 2015-2016
  - 1re de la poursuite par équipes à Cali (avec Jasmin Glaesser, Kirsti Lay et Stephanie Roorda)
  - 1re de l'omnium à Cambridge
  - 2e de la poursuite par équipes à Cambridge
- 2017-2018
  - 1re de la poursuite par équipes à Milton (avec Ariane Bonhomme, Annie Foreman-Mackey et Kinley Gibson)
  - 2e de la poursuite par équipes à Pruszków
  - 2e de l'omnium à Milton
- 2018-2019
  - 2e de la poursuite par équipes à Cambridge
  - 2e de l'omnium à Cambridge
  - 3e de l'omnium à Londres
  - 3e de la poursuite par équipes à Berlin
  - 3e de l'américaine à Milton
- 2019-2020
  - 2e de l'omnium à Brisbane
  - 3e de l'omnium à Cambridge
  - 3e de la poursuite par équipes à Cambridge
  - 3e de la poursuite par équipes à Brisbane

### Jeux du Commonwealth
| Édition / Épreuve | Poursuite par équipes |
| Gold Coast 2018   | Bronze                |

### Championnats panaméricains
- Mar del Plata 2012
  -  Médaillée d'or de la poursuite par équipes.
- Mexico 2013
  - Huitième de l'omnium[6].
- Aguascalientes 2014
  - Cinquième de la poursuite par équipes (avec Gillian Carleton, Jasmin Glaesser et Kirsti Lay)[7].
  - Quatorzième de la course scratch[8].
- Santiago 2015
  -  Médaillée d'argent de la poursuite par équipes (avec Stephanie Roorda, Kirsti Lay et Annie Foreman-Mackey).
  -  Médaillée d'argent de la course scratch.
  -  Médaillée d'argent de l'omnium.
- Couva 2017
  -  Médaillée d'or de la course à l'américaine (avec Stephanie Roorda).
  -  Médaillée de bronze de la course scratch.
- Aguascalientes 2018
  -  Médaillée d'argent de la course à l'américaine.
  - Quatrième de l'omnium[9].
- Cochabamba 2019
  -  Championne panaméricaine de poursuite par équipes (avec Georgia Simmerling, Annie Foreman-Mackey et Ariane Bonhomme)
  -  Médaillée d'argent de l'omnium

### Jeux panaméricains
- Toronto 2015
  -  Médaillée d'or de la poursuite par équipes (avec Laura Brown, Jasmin Glaesser et Kirsti Lay)

### Championnats du Canada
- 2014
  -  Championne du Canada de l'omnium
- 2017
  -  Championne du Canada de poursuite par équipes (avec Jasmin Duehring, Katherine Maine et Annie Foreman-Mackey)
  -  Championne du Canada de course aux points
  -  Championne du Canada de course à l'américaine (avec Jasmin Duehring)
  -  Championne du Canada de l'omnium
- 2018
  -  Championne du Canada de course à l'américaine (avec Stephanie Roorda)

## Palmarès sur route

### Par année
- 2015
  -  Médaillée de bronze sur route aux Jeux panaméricains
- 2017
  -  Champion du Canada sur route
- 2019
  -  Champion du Canada du critérium
  - 2e du Grand Prix cycliste de Gatineau

### Classements mondiaux
| Année                                 | 2015 | 2016 | 2017 | 2018 | 2019 |
| ------------------------------------- | ---- | ---- | ---- | ---- | ---- |
| Classement UCI                        | 239e | nc   | 285e | nc   | 201e |
|                                       |      |      |      |      |      |
| Légende : nc = non classéSource : UCI |      |      |      |      |      |